# Soziales und emotionales Lernen
Ansätze zum sozial-emotionalen Lernen (SEL) sind  in der schulischen Pädagogik etabliert.  Forschungen zeigen, dass Achtsamkeit und Mitgefühl wesentliche Komponenten dieser Ansätze sind. Aus diesem Grund ist SEL heute die logische Basis für die Implementierung von achtsamkeitsbasierten Programmen in Schulen.

## Definition
Soziales und Emotionales Lernen (SEL) bezeichnet den fortlaufenden Prozess, durch den Menschen, unabhängig von ihrem Alter, ein umfassendes Verständnis sowie praktische Fähigkeiten erwerben, um ihre Emotionen zu erkennen, zu regulieren und konstruktiv mit ihnen umzugehen. Es beinhaltet auch die Fähigkeit, positive Ziele zu setzen und sie zu erreichen, Empathie für andere zu entwickeln und zu zeigen, tragfähige zwischenmenschliche Beziehungen aufzubauen und zu pflegen sowie bewusste und verantwortungsvolle Entscheidungen zu treffen, die das Wohlbefinden sowohl des Einzelnen als auch der Gemeinschaft fördern.

## Allgemein
Emotionale und soziale Fähigkeiten sind in vielen Lebensphasen wirkungsvoll. Für Schüler, Bürger und Angestellte können sie von entscheidender Bedeutung sein. Durch frühzeitige und umfassende Bemühungen zur Förderung der sozialen und emotionalen Fähigkeiten von Schülern über mehrere Jahre hinweg können viele riskante Verhaltensweisen wie Drogenmissbrauch, Gewalt, Mobbing oder Schul-/Ausbildungsabbruch vermieden oder reduziert werden.
SEL-Programme erzielen die größte Wirkung, wenn sie fest in den Lehrplan und den täglichen Unterricht integriert sind, sich im Schulklima widerspiegeln und den Bildungsstandards entsprechen sowie von Familien und der gesamten erweiterten Schulgemeinschaft unterstützt werden.

## Grundgedanke
Die Gestaltung von SEL-Programmen beruht auf der Überzeugung, dass das beste Lernen in einem Umfeld unterstützender Beziehungen stattfindet, die das Lernen zu einer herausfordernden, engagierenden und sinnvollen Aktivität machen. Effektive SEL-Programme werden bereits im Kindergarten eingeführt und bis zur Sekundarstufe fortgesetzt.

## CASEL
Das Collaborative for Academic, Social, and Emotional Learning (CASEL) wurde 1994 von Forscher der University of Illinois ins Leben gerufen und hat sich seit 1998 als Organisation im Bereich des Sozial-Emotionalen Lernens (SEL) weltweit etabliert. Sein Konzept prägt das Verständnis von SEL und unterteilt es in die folgenden fünf Lernzielbereiche:
- Selfmanagement (Selbstmanagement)
- Selfawareness (Selbstwahrnehmung)
- Social Awareness (Soziales Bewusstsein)
- Responsible Decisionmaking (Verantwortungsbewusstes Entscheiden)
- Relationship Skills (Beziehungsfähigkeiten)[5]

## Auswirkungen SEL
Durch die Verknüpfung von Theorien und Übungsformen aus beiden Themengebieten können ältere SEL-Programme heute durch zeitgemäße achtsamkeitsbasierte Elemente erweitert werden. Die Achtsamkeitsforschung zeigt Möglichkeiten auf, wie die für SEL erforderlichen sozial-emotionalen Kompetenzen von Lehrkräften im Rahmen ihrer Ausbildung entwickelt werden können. Ein umfassender Blick auf die Forschungsergebnisse zu beiden Bereichen bietet eine klarere Einsicht in ihren Nutzen für Schüler sowie die Gesellschaft.

## Interaktionsspiele (IAS)
Ein methodisches Konzept für Soziales und emotionales Lernen.

### Definition
Interaktive und aktive Spiele (IAS) sind Methoden, Übungen, Techniken und Spiele, die verwendet werden, um eine zeitlich festgelegte Lernsequenz nach speziellen Regeln zu organisieren, mit dem Ziel, bestimmte Ziele zu erreichen.

#### Auswirkungen
1. Spiele fördern die intrinsische Motivation.
2. Spiele unterstützen die Fähigkeit zur Selbstregulierung.
3. Die Struktur von Spielen ermöglicht ein experimentelles „Heraustreten aus der Routine“ und bildet somit einen Kontrast zum Alltag.
4. Der „Als-Ob“-Charakter von Spielen erlaubt eine reflektierende und distanzierte Trennung zwischen dem Selbst und der Rolle.
5. Durch konkrete Handlungen wird die Selbstständigkeit gestärkt.
6. Die aktive Interaktion mit anderen ist ein zentraler Aspekt vieler Spiele, wodurch man sich mit anderen auseinandersetzt und Kohäsion entwickelt[9].